# Lijst van voetbalinterlands Guinee - Rwanda
Deze lijst van voetbalinterlands is een overzicht van alle officiële voetbalwedstrijden tussen de nationale teams van Guinee en Rwanda. De landen speelden tot op heden zes keer tegen elkaar. De eerste ontmoeting, een groepswedstrijd tijdens de Afrika Cup 2004, werd gespeeld Bizerte (Tunesië) op 28 januari 2004. Het laatste duel, een vriendschappelijke wedstrijd, vond plaats op 6 januari 2022 in Kigali.

## Wedstrijden
| № | Plaats  | Datum           | Competitie                           | Wedstrijd       | Uitslag |
| - | ------- | --------------- | ------------------------------------ | --------------- | ------- |
| 1 | Bizerte | 28 januari 2004 | Afrika Cup 2004                      | Rwanda – Guinee | 1 – 1   |
| 2 | Conakry | 12 oktober 2018 | Afrika Cup 2019 kwalificatie         | Guinee − Rwanda | 2 − 0   |
| 3 | Kigali  | 16 oktober 2018 | Afrika Cup 2019 kwalificatie         | Rwanda − Guinee | 1 − 1   |
| 4 | Douala  | 31 januari 2021 | African Championship of Nations 2020 | Guinee − Rwanda | 1 − 0   |
| 5 | Kigali  | 3 januari 2022  | Vriendschappelijk                    | Rwanda − Guinee | 3 − 0   |
| 6 | Kigali  | 6 januari 2022  | Vriendschappelijk                    | Rwanda − Guinee | 0 − 2   |

## Samenvatting
| Competitie                      | Totaal gespeeld | Winst Guinee | Gelijk | Winst Rwanda | Doelsaldo Guinee – Rwanda |
| ------------------------------- | --------------- | ------------ | ------ | ------------ | ------------------------- |
| Afrika Cup                      | 1               | 0            | 1      | 0            | 1 − 1                     |
| Afrika Cup-kwalificatie         | 2               | 1            | 1      | 0            | 3 − 1                     |
| African Championship of Nations | 1               | 1            | 0      | 0            | 1 − 0                     |
| Vriendschappelijk               | 2               | 1            | 0      | 1            | 2 − 3                     |
| Totaal                          | 6               | 3            | 2      | 1            | 7 − 5                     |

FGF · A-internationals · Guinees vrouwenelftal
1960-1969 ·
1970-1979 ·
1980-1989 ·
1990-1999 ·
2000-2009 ·
2010-2019 ·
2020-2029
AC 1970 ·
AC 1974 ·
AC 1976 ·
AC 1980 ·
AC 1994 ·
AC 1998 ·
AC 2004 ·
AC 2006 ·
AC 2008 ·
AC 2012
1962 ·
1963 ·
1964 ·
1965 ·
1966 ·
1967 ·
1968 ·
1969 ·
1970 ·
1971 ·
1972 ·
1973 ·
1974 ·
1975 ·
1976 ·
1977 ·
1978 ·
1979 ·
1980 ·
1981 ·
1982 ·
1983 ·
1984 ·
1985 ·
1986 ·
1987 ·
1988 ·
1989 ·
1990 ·
1991 ·
1992 ·
1993 ·
1994 ·
1995 ·
1996 ·
1997 ·
1998 ·
1999 ·
2000 ·
2001 ·
2002 ·
2003 ·
2004 ·
2005 ·
2006 ·
2007 ·
2008 ·
2009 ·
2010 ·
2011 ·
2012 ·
2013 ·
2014 ·
2015 ·
2016 ·
2017 ·
2018 ·
2019 ·
2020 ·
2021 ·
2022 ·
2023 ·
2024
Algerije ·
Angola ·
Benin ·
Bermuda ·
Botswana ·
Brazilië ·
Burkina Faso ·
Burundi ·
Cambodja ·
Centraal-Afrikaanse Republiek ·
Chili ·
China ·
Comoren ·
Congo-Brazzaville ·
Congo-Kinshasa ·
DDR ·
Egypte ·
Equatoriaal-Guinea ·
Ethiopië ·
Gabon ·
Gambia ·
Ghana ·
Guinee-Bissau ·
Indonesië ·
Irak ·
Iran ·
Ivoorkust ·
Kaapverdië ·
Kameroen ·
Kenia ·
Kosovo ·
Lesotho ·
Liberia ·
Libië ·
Madagaskar ·
Malawi ·
Mali ·
Marokko ·
Mauritanië ·
Mauritius ·
Mozambique ·
Namibië ·
Niger ·
Nigeria ·
Noord-Korea ·
Oeganda ·
Rwanda ·
Senegal ·
Sierra Leone ·
Soedan ·
Somalië ·
Swaziland ·
Tanzania ·
Togo ·
Tsjaad ·
Tunesië ·
Turkije ·
Vanuatu ·
Venezuela ·
Vietnam ·
Zaïre ·
Zambia ·
Zimbabwe ·
Zuid-Afrika ·
Zuid-Jemen
FERWAFA · Rwandees vrouwenelftal
1976 – 1989 · 
1990 – 1999 · 
2000 – 2009 · 
2010 – 2019 ·
2020 − 2029
Algerije ·
Angola ·
Benin ·
Botswana ·
Burundi ·
Centraal-Afrikaanse Republiek ·
Congo-Brazzaville ·
Congo-Kinshasa ·
Djibouti ·
Egypte ·
Equatoriaal-Guinea ·
Eritrea ·
Ethiopië ·
Gabon ·
Ghana ·
Guinee ·
Ivoorkust ·
Kaapverdië ·
Kameroen ·
Kenia ·
Lesotho ·
Liberia ·
Libië ·
Madagaskar ·
Malawi ·
Mali ·
Marokko ·
Mauritanië ·
Mauritius ·
Mozambique ·
Namibië ·
Nigeria ·
Oeganda ·
Senegal ·
Seychellen ·
Soedan ·
Somalië ·
Tanzania ·
Togo ·
Tunesië ·
Zambia ·
Zimbabwe ·
Zuid-Afrika ·
Zuid-Soedan